# Бэйр, Молли
Молли Бэйр  (англ. Molly Bair; род. 25 апреля 1997, Филадельфия, Пенсильвания) — американская модель, получившая известность после модных показов весна/лето 2015.

## Жизнь
Молли Бэйр родилась в Пенсильвании в 1997 году. Она имеет чехословацкое происхождение. В детстве её дразнили из-за нетипичного телосложения: она была очень худая, высокая (рост 183 см (6 футов) и имела «странное лицо». Она даже призналась телеканалу CNN: «Я никогда не думала, что девушка, которая провела большую часть детства с монобровью, в очках и в рубашке с Йодой появится в Vogue Italia», и что она считает свой имидж «смесью инопланетянина, крысы, демона, гоблина и гремлина». Она также призналась, что была очень странным ребёнком.
Агенты одного из крупнейших американских модельных агентств заметили её на блошином рынке в Нью-Йорке. Своё первое дефиле Молли провела, по собственному признанию, в состоянии замешательства, поскольку оно состоялась уже через неделю после этого.